# Палата представників штату Міссурі
Палата представників штату Міссурі — це нижня палата Генеральної асамблеї штату Міссурі. Вона складається з 163 членів, які представляють райони із середньою кількістю в 37 000 жителів. Члени палати представників можуть бути обраені на термін в два роки під час загальних виборів, що проводяться в парні роки.
1992 року штат Міссурі затвердив поправку (так звану 12 поправку) до конституції, яка передбачає обмеження строків перебування на посадах (раніше таких обмежень не було обмежень). Жоден представник не може бути в Палаті більше восьми років. Кожному кандидату на посаду має бути не менше двадцяти чотирьох років, окрім того він має бути зареєстрований виборцем у штаті строком принаймні в два роки та мешканцем свого округу понад один рік.
Палата представників у Міссурі є четвертою за величиною у Сполучених Штатах, хоча сам штат посідає 18-те місце за кількістю населення. На законодавчому рівні в 2011 році були введені правки для скорочення його розміру до 103 в 2020 році. Більшими законодавчими органами в США є палати представників у Нью-Гемпширі (400 осіб), Пенсільванії (203 осіб) та Джорджії (180 осіб).

## Склад
| Приналежність              | Партії (Затінення вказує на брак більшості) | Партії (Затінення вказує на брак більшості) | Партії (Затінення вказує на брак більшості) | Всього |           |
| -------------------------- | ------------------------------------------- | ------------------------------------------- | ------------------------------------------- | ------ | --------- |
| Приналежність              |                                             |                                             |                                             | Всього |           |
| Приналежність              | Республіканська                             | Демократична                                | Інд                                         | Всього | Вакантний |
| Закінчення сесії 2016 року | 115                                         | 45                                          | 1                                           | 161    | 2         |
|                            |                                             |                                             |                                             |        |           |
| Почніть сеанс 2017 року    | 117                                         | 46                                          | 0                                           | 163    | 0         |
| 9 січня 2017 року          | 116                                         | 46                                          | 0                                           | 162    | 1         |
| 31 травня 2017 р.          | 116                                         | 45                                          | 0                                           | 161    | 2         |
| 2 червня 2017 р.           | 115                                         | 45                                          | 0                                           | 160    | 3         |
| 8 серпня 2017 р.           | 115                                         | 45                                          | 0                                           | 160    | 3         |
| 18 вересня 2017 р.         | 114                                         | 45                                          | 0                                           | 159    | 4         |
| 20 вересня 2017 року       | 113                                         | 45                                          | 0                                           | 158    | 5         |
| 19 жовтня 2017 р.          | 112                                         | 45                                          | 0                                           | 157    | 6         |
| 7 листопада 2017 р.        | 112                                         | 46                                          | 0                                           | 158    | 5         |
| 6 лютого 2018 р.           | 115                                         | 47                                          | 0                                           | 162    | 1         |
| 18 березня 2018 р.         | 114                                         | 47                                          | 0                                           | 161    | 2         |
| Остання частка голосів     | 70,81%                                      | 29,19%                                      |                                             |        |           |

### Розподіл повноважень
| Посада                            | Ім'я                  | Партія | Район |
| --------------------------------- | --------------------- | ------ | ----- |
| Спікер палати                     | Елая Хаар             | Респ   | 134   |
| Спікер                            | Джон Віман            | Респ   | 103   |
| Лідер більшості                   | Роб Весково           | Респ   | 112   |
| Помічник лідера підлоги більшості | Дж. Еглестон          | Респ   | 2     |
| Представник більшості             | Стів Лінч             | Респ   | 122   |
| Відділ більшості                  | Соня Андерсон         | Респ   | 131   |
| Секретар з питань більшості       | Кріс Дінкінс          | Респ   | 144   |
| Лідер меншин                      | Кришталевий квадратик | Дем    | 132   |
| Помічник лідера меншин            | Томмі Пірсон-молодший | Дем    | 66    |
| Представник меншості              | Кері Інгле            | Дем    | 35    |
| Відділ меншин                     | Інгрід Бернетт        | Дем    | 19    |
| Секретар у справах меншості       | Барбара Вашингтон     | Дем    | 23    |

### Члени Палати представників Міссурі
| Район | Представництво                     | Партія | Проживання           | Перше обрання |
| ----- | ---------------------------------- | ------ | -------------------- | ------------- |
| 1     | Аллен Ендрюс                       | Респ   | Грант-Сіті           | 2014          |
| 2     | Дж. Еглестон                       | Респ   | Мейсвілл             | 2014          |
| 3     | Денні Бусік                        | Респ   | Ньютаун              | 2018          |
| 4     | Грег Шарп                          | Респ   | Юїнг                 | 2018          |
| 5     | Луї Ріггс                          | Респ   | Ганнібал             | 2018          |
| 6     | Тім Рімол                          | Респ   | Екселло              | 2012          |
| 7     | Русті Блек                         | Респ   | Чиллікоті            | 2016          |
| 8     | Джим Нілі                          | Респ   | Камерон              | 2012          |
| 9     | Шейла Солон                        | Респ   | Сент-Джозеф          | 2018 (2010)   |
| 10    | Білл Фолкнер                       | Респ   | Сент-Джозеф          | 2018          |
| 11    | Бренда Шилдс                       | Респ   | Сент-Джозеф          | 2018          |
| 12    | Кеннет Вілсон                      | Респ   | Смітвілл             | 2012          |
| 13    | Вік Аллред                         | Респ   | Парксвілл            | 2018          |
| 14    | Метт Сен                           | Дем    | Канзас-Сіті          | 2018          |
| 15    | Джон Карпентер                     | Дем    | Канзас-Сіті          | 2012          |
| 16    | Ноель Шулл                         | Респ   | Гашланд, Канзас-Сіті | 2012          |
| 17    | Марк Еллебрахт                     | Дем    | Ліберті              | 2016          |
| 18    | Вес Роджерс                        | Дем    | Канзас-Сіті          | 2014          |
| 19    | Інгрід Бернетт                     | Дем    | Канзас-Сіті          | 2016          |
| 20    | Білл Кідд                          | Респ   | Бакнер               | 2014          |
| 21    | Роберт Саулс                       | Дем    | Індепенденс          | 2018          |
| 22    | Йоланда Янг                        | Дем    | Канзас-Сіті          | 2019↑         |
| 23    | Барбара Вашингтон                  | Дем    | Канзас-Сіті          | 2017↑         |
| 24    | Джуді Морган                       | Дем    | Канзас-Сіті          | 2011↑         |
| 25    | Грег Разер                         | Дем    | Канзас-Сіті          | 2016          |
| 26    | Ешлі Бленд Манлове                 | Дем    | Канзас-Сіті          | 2018          |
| 27    | Річард Браун                       | Дем    | Канзас-Сіті          | 2016          |
| 28    | Джером Барнс                       | Дем    | Рейтаун              | 2016          |
| 29    | Рорі Роуленд                       | Дем    | Індепенденс          | 2015↑         |
| 30    | Джонатан Паттерсон                 | Респ   | Ліс-Самміт           | 2018          |
| 31    | Ден Стейсі                         | Респ   | Блу-Спрінгс          | 2016          |
| 32    | Джефф Коулман                      | Респ   | Грейн-Веллі          | 2018          |
| 33    | Донна Пфаущ                        | Респ   | Гаррісонвілл         | 2012          |
| 34    | вакантна після смерті Ребеки Робер |        |                      |               |
| 35    | Кері Інгле                         | Дем    | Ліс-Самміт           | 2018          |
| 36    | Марк Шарп                          | Дем    | Канзас-Сіті          | 2019↑         |
| 37    | Джо Руніш                          | Дем    | Грандв'ю             | 2012          |
| 38    | Дуг Річі                           | Респ   | Екселсіор-Спрінгс    | 2018          |
| 39    | Пеггі Мак Гауг                     | Респ   | Карроллтон           | 2018↑         |
| 40    | Джим Хансен                        | Респ   | Франкфорд            | 2012          |
| 41    | Ренді Піццман                      | Респ   | Трой                 | 2014          |
| 42    | Джефф Портер                       | Респ   | Монтгомері-Сіті      | 2018          |
| 43    | Кент Хаден                         | Респ   | Мексико              | 2018          |
| 44    | Чері Тоалсон Рейш                  | Респ   | Голлсвілл            | 2016          |
| 45    | Кіп Кендрік                        | Дем    | Коламбія             | 2014          |
| 46    | Марта Стівенс                      | Дем    | Коламбія             | 2016          |
| 47    | Чак Басьє                          | Респ   | Рошпорт              | 2014          |
| 48    | Дейв Мюнцель                       | Респ   | Бунвілл              | 2012          |
| 49    | Тревіс Фіцватер                    | Респ   | Готлтс-Самміт        | 2014          |
| 50    | Сара Волш                          | Респ   | Ешленд/Коламбія      | 2017↑         |
| 51    | Дін Дорман                         | Респ   | Ла-Монте             | 2012          |
| 52    | Бред Поллітт                       | Респ   | Сіделья              | 2018          |
| 53    | Глен Колкмайер                     | Респ   | Одеса                | 2012          |
| 54    | Ден Гокс                           | Респ   | Ворренсбург          | 2016          |
| 55    | Майк Гафнер                        | Респ   | Плезант-Гілл         | 2018          |
| 56    | Джек Бондон                        | Респ   | Белтон               | 2014          |
| 57    | Роджер Ріді                        | Респ   | Віндзор              | 2018          |
| 58    | Девід Вуд                          | Респ   | Версаллес            | 2012          |
| 59    | Руді Вейт                          | Респ   | Вордсвілл            | 2018          |
| 60    | Дейв Гріффіт                       | Респ   | Джефферсон-Сіті      | 2018          |
| 61    | Аарон Грісхаймер                   | Респ   | Вашингтон            | 2018          |
| 62    | Том Герст                          | Респ   | Мета                 | 2012          |
| 63    | Брайан Спенсер                     | Респ   | Венцвілл             | 2012          |
| 64    | Тоні Ловаско                       | Респ   | О'Феллон             | 2018          |
| 65    | Том Ганнеган                       | Респ   | Сент-Чарлз           | 2016          |
| 66    | Томмі Пірсон-молодший              | Дем    | Сент-Луїс            | 2016          |
| 67    | Алан Грін                          | Дем    | Флориссент           | 2014↑         |
| 68    | Джей Мослі                         | Дем    | Флориссент           | 2016          |
| 69    | Гретхен Бангерт                    | Дем    | Флориссент           | 2016          |
| 70    | Паула Браун                        | Дем    | Гейзелвуд            | 2018          |
| 71    | Ладонна Аплбаум                    | Дем    | Сент-Луїс            | 2018          |
| 72    | Дуг Клеменс                        | Дем    | Сент-Анн             | 2018          |
| 73    | Рейчел Пруді                       | Дем    | Фергюсон             | 2018          |
| 74    | Майкл Персон                       | Дем    | Фергюсон             | 2019↑         |
| 75    | Алан Грей                          | Дем    | Блек-Джек            | 2016          |
| 76    | Кріс Картер                        | Дем    | Сент-Луїс            | 2018          |
| 77    | Стівен Робертс                     | Дем    | Сент-Луїс            | 2016          |
| 78    | Рашен Олдрідж                      | Дем    | Сент-Луїс            | 2019↑         |
| 79    | ЛаКейШа Бослі                      | Дем    | Сент-Луїс            | 2018          |
| 80    | Пітер Мерідет                      | Дем    | Сент-Луїс            | 2016          |
| 81    | Стів Бутц                          | Дем    | Сент-Луїс            | 2018          |
| 82    | Донна Барінгер                     | Дем    | Сент-Луїс            | 2016          |
| 83    | Джина Міттен                       | Дем    | Сент-Луїс            | 2014          |
| 84    | Віллі Прайс                        | Дем    | Сент-Луїс            | 2018          |
| 85    | Кевін Віндхем                      | Дем    | Гіллсдейл            | 2018          |
| 86    | Марія Чаппелле-Надал               | Дем    | Юніверсіті-Сіті      | 2018 (2004)   |
| 87    | Ян Маккі                           | Дем    | Сент-Луїс            | 2018          |
| 88    | Трейсі МакКері                     | Дем    | Сент-Луїс            | 2014 (2011↑)  |
| 89    | Дін Плочер                         | Респ   | Таун-енд-Кантрі      | 2015↑         |
| 90    | Деб Лавендер                       | Дем    | Кірквуд              | 2014          |
| 91    | Сара Унікер                        | Дем    | Сент-Луїс            | 2016          |
| 92    | Дуг Бек                            | Дем    | Сент-Луїс            | 2016          |
| 93    | Боб Бернс                          | Дем    | Сент-Луїс            | 2012          |
| 94    | Джим Мерфі                         | Респ   | Сент-Луїс            | 2018          |
| 95    | Майкл О'Доннелл                    | Респ   | Сент-Луїс            | 2018          |
| 96    | Девід Грегор                       | Респ   | Сент-Луїс            | 2016          |
| 97    | Мері Елізабет Коулман              | Респ   | Арнольд              | 2018          |
| 98    | Шеймд Доган                        | Респ   | Боллвін              | 2014          |
| 99    | Триш Ганбі                         | Дем    | Боллвін              | 2019↑         |
| 100   | Дерек Гріє                         | Респ   | Боллвін              | 2016          |
| 101   | Брюс Дегрут                        | Респ   | Честерфілд           | 2016          |
| 102   | Рон Хікс                           | Респ   | Сент-Чарлз           | 2018 (2012)   |
| 103   | Джон Віман                         | Респ   | Сент-Пітерс          | 2014          |
| 104   | Адам Шнелтінг                      | Респ   | Сент-Чарлз           | 2018          |
| 105   | Філ Кристофанеллі                  | Респ   | Сент-Чарлз           | 2016          |
| 106   | Крісі Соммер                       | Респ   | Сент-Чарлз           | 2011↑         |
| 107   | Нік Шрьоер                         | Респ   | Сент-Пітерс          | 2016          |
| 108   | Джастін Хілл                       | Респ   | Лейк-Сент-Луїс       | 2014          |
| 109   | Джон Сіммонс                       | Респ   | Вашингтон            | 2018          |
| 110   | Дотті Бейлі                        | Респ   | Юрика                | 2018          |
| 111   | Шейн Роден                         | Респ   | Сідар-Гілл           | 2014          |
| 112   | Роб Весково                        | Респ   | Арнольд              | 2014          |
| 113   | Ден Шаул                           | Респ   | Імперіал             | 2014          |
| 114   | Беккі Рут                          | Респ   | Фестус               | 2014          |
| 115   | Елейн Ганнон                       | Респ   | Ді-Сото              | 2012          |
| 116   | Дейл Райт                          | Респ   | Фармінгтон           | 2012 (2002)   |
| 117   | Майк Гендерсон                     | Респ   | Бонн-Терр            | 2016          |
| 118   | Майк Макгірл                       | Респ   | Потосі               | 2018          |
| 119   | Нейт Тейт                          | Респ   | Сент-Клер            | 2016          |
| 120   | Джейсон Чіпман                     | Респ   | Стілвілл             | 2015          |
| 121   | Дон Мейхью                         | Респ   | Крокер               | 2018          |
| 122   | Стів Лінч                          | Респ   | Вейнсвілл            | 2012          |
| 123   | Сьюзі Поллок                       | Респ   | Лебанон              | 2018          |
| 124   | Рокі Міллер                        | Респ   | Лейк-Озарк           | 2012          |
| 125   | Варрен Лав                         | Респ   | Осеола               | 2012          |
| 126   | Патрісія Пік                       | Респ   | Адріан               | 2014          |
| 127   | Енн Келлі                          | Респ   | Ламар                | 2018          |
| 128   | Майк Стівенс                       | Респ   | Болівар              | 2016          |
| 129   | Джефф Найт                         | Респ   | Лебанон              | 2018↑         |
| 130   | Джефрі Месенджер                   | Респ   | Репаблік             | 2012          |
| 131   | Соня Андерсон                      | Респ   | Спрингфілд           | 2012          |
| 132   | Крістал Квад                       | Респ   | Спрингфілд           | 2016          |
| 133   | Кертіс Трент                       | Респ   | Спрингфілд           | 2016          |
| 134   | Елліас Гаар                        | Респ   | Спрингфілд           | 2012          |
| 135   | Стів Хелмс                         | Респ   | Спрингфілд           | 2016          |
| 136   | Крейг Фішель                       | Респ   | Спрингфілд           | 2018          |
| 137   | Джон Блек                          | Респ   | Маршфілд             | 2018          |
| 138   | Бред Хадсон                        | Респ   | Кеп Феір             | 2018          |
| 139   | Джеред Тейлор                      | Респ   | Нікса                | 2014          |
| 140   | Лінн Морріс                        | Респ   | Нікса                | 2012          |
| 141   | Ханна Келлі                        | Респ   | Гартвілл             | 2016          |
| 142   | Роберт Росс                        | Респ   | Юкон                 | 2012          |
| 143   | Джефф Пог                          | Респ   | Сейлем               | 2012          |
| 144   | Кріс Дінкінс                       | Респ   | Аннаполіс            | 2018↑         |
| 145   | Рік Френсіс                        | Респ   | Перрівілл            | 2016          |
| 146   | Баррі Говіс                        | Респ   | Кейп-Джирардо        | 2018          |
| 147   | Кетрін Свон                        | Респ   | Кейп-Джирардо        | 2012          |
| 148   | Холлі Рехдер                       | Респ   | Сайкстон             | 2012          |
| 149   | Дон Рон                            | Респ   | Портеджвілл          | 2014          |
| 150   | Ендрю Макданіел                    | Респ   | Дірінг               | 2014          |
| 151   | Герман Морз                        | Респ   | Декстер              | 2017↑         |
| 152   | Харді Біллінгтон                   | Респ   | Поплар-Блафф         | 2018          |
| 153   | Джефф Шаван                        | Респ   | Поплар-Блафф         | 2018          |
| 154   | Девід Еванс                        | Респ   | Вест-Плейнс          | 2018          |
| 155   | Карла Еслінгер                     | Респ   | Восола               | 2018          |
| 156   | Джеффі Юстус                       | Респ   | Брансон              | 2012          |
| 157   | Майк Мун                           | Респ   | Еш-Гроув             | 2013↑         |
| 158   | Скотт Каппс                        | Респ   | Шелл-Ноб             | 2019↑         |
| 159   | Дірк Дітон                         | Респ   | Ноел                 | 2018          |
| 160   | Бен Бейкер                         | Респ   | Ніошо                | 2018          |
| 161   | Лейн Робертс                       | Респ   | Джоплін              | 2018          |
| 162   | Боб Бромлі                         | Респ   | Карл-Джанкшен        | 2018          |
| 163   | Коді Сміт                          | Респ   | Картедж              | 2016          |

- ↑: Член вперше був обраний на спеціальних виборах

## Постійні комісії
Це щорічні комітети, які проводять слухання з питань законодавчих ініціатив, що були подані представниками палати. Після подання, спікером Палати штату Міссурі законопроєкт відправляється на обговорення до одного з таких комітетів. Законопроєкт зазвичай призначається комітету, провінція якого безпосередньо буде під дією законопроєкту. Однак, часто є декілька комітетів, до яких може бути переданий законопроєкт, і на розсуд спікера вибирати, який комітет отримує законопроєкт для подальшого розгляду. Політичні та особисті уподобання також можуть зіграти певну роль, оскільки спікер може призначити законопроєкт, який він хоче відмовити від комітету з недоброзичливим головою або членом, або може обрати більш дружній комітет, якщо він бажає прийняти законопроєкт.
Склад кожного комітету призначений для відображення складу всієї Палати представників. Кожен із членів комітету обирає, хто з його членів буде виконувати функції постійних комісій, а голова кожного комітету обирається спікером палати.
| Комітети                                                | Голова | Голова           | Заступник | Заступник         |
| ------------------------------------------------------- | ------ | ---------------- | --------- | ----------------- |
| Адміністрація та рахунки                                |        | Глен Колкмайер   |           | Том Херст         |
| Політика сільського господарства                        |        | Дон Рон          |           | Рік Френсіс       |
| Бюджет                                                  |        | Коді Сміт        |           | Девід Вуд         |
| Діти та сім'ї                                           |        | Шейла Солон      |           | Джим Нілі         |
| Конференція з питань бюджету                            |        | Коді Сміт        |           |                   |
| Порядок погодження та домашній порядок                  |        | Донна Пфаущ      |           | Нік Шрьоер        |
| Збереження та природні ресурси                          |        | Тім Ремол        |           | Ренді Піццман     |
| Виправлення та державні установи                        |        | Шейн Роден       |           | Джим Хансен       |
| Запобігання злочинам та громадська безпека              |        | Кеннет Вілсон    |           | Ендрю Макданіел   |
| Скорочення уряду держави                                |        | Джеред Тейлор    |           | Ренді Піццман     |
| Економічний розвиток                                    |        | Дерек Гріє       |           | Джефф Коулман     |
| Вибори                                                  |        | Ден Шаул         |           | Пеггі Мак Гауг    |
| Початкова та середня освіта                             |        | Ребекка Робер    |           | Чак Басьє         |
| Етика                                                   |        | Дж. Еглестон     |           | Джина Міттен      |
| Фінансові установи                                      |        | Джек Бондон      |           | Брюс Дегрут       |
| Фіскальний огляд                                        |        | Ден Гокс         |           | Девід Грегорі     |
| Загальні закони                                         |        | Дін Плочер       |           | Джеред Тейлор     |
| Політика охорони здоров'я                               |        | Майк Стівенс     |           | Лінн Морріс       |
| Вища освіта                                             |        | Дін Дорман       |           | Елейн Ганнон      |
| Страховий поліс                                         |        | Ноель Дж Шулл    |           | Дейв Мюнцель      |
| Судова влада                                            |        | Девід Григорій   |           | Брюс ДеГрут       |
| Місцевий уряд                                           |        | Том Ханнеган     |           | Крейг Фішель      |
| Пенсії                                                  |        | Патрісія Пайк    |           | Русті Блек        |
| Професійна реєстрація та ліцензування                   |        | Роберт Росс      |           | Стів Хелмс        |
| Правила — адміністративний нагляд                       |        | Холлі Рехдер     |           | Шейла Солон       |
| Правила — законодавчий нагляд                           |        | Рокі Міллер      |           | Філ Кристофанеллі |
| Перевезення                                             |        | Беккі Рут        |           | Нейт Тейт         |
| Комунальні послуги                                      |        | Тревіс Фітзватер |           | Біл Кідд          |
| Ветерани                                                |        | Чак Басьє        |           | Дейв Гріффіт      |
| Шляхи та засоби                                         |        | Крісі Соммер     |           | Філ Кристофанеллі |
| Розвиток трудових ресурсів та безпека на робочому місці |        | Кетрін Свон      |           | Майк Гендерсон    |

## Бюджетний комітет та підкомітети
Традицією Генеральної Асамблеї Міссурі є те, що всі законопроєкти про асигнування ініціюються в Палаті представників штату Міссурі, а не в сенаті. Тож щороку голова Комітету з питань бюджету Палати представників подає законодавство, що встановлює план витрат штату Міссурі. Цей план, який у 2007 році перевищив 20 мільярдів доларів, може сильно відрізнятися від рекомендацій губернаторського бюджету, наданих наприкінці січня.
Бюджетне законодавство покладається на Комітет з питань бюджету Палати представників, який потім подає на розгляд кожен законопроєкт відповідному підкомітету. Після того як підкомітет висуває свої рекомендації, комітет з питань бюджету розглядає весь пакет, вносить необхідні зміни та направляє законопроєкт на розгляд палати.
| Комітет                                                                                        | Голова | Голова       | Заступник голови | Заступник голови   |
| ---------------------------------------------------------------------------------------------- | ------ | ------------ | ---------------- | ------------------ |
| Бюджет                                                                                         |        | Коді Сміт    |                  | Девід Вуд          |
| Асигнування — Сільське господарство, охорона природи, природні ресурси та економічний розвиток |        | Ханна Келлі  |                  | Грег Шарп          |
| Асигнування — Освіта                                                                           |        | русті Блек   |                  | Бренда Шилдс       |
| Асигнування — Загальне управління                                                              |        | Кертіс Трент |                  | Бред Хадсон        |
| Асигнування — охорона здоров'я, психічне здоров'я та соціальні послуги                         |        | Девід Вуд    |                  | Джонатан Паттерсон |
| Асигнування — Громадська безпека, виправлення, транспорт та доходи                             |        | Сара Волш    |                  | Лейн Робертс       |

## Спільні комітети
Спільні комітети формуються як членів Палати представників, так і з членів Сенату. Ці комітети можуть бути постійними і досліджувати поточні питання, а також можуть бути тимчасовими та призначеними для розробки запропонованого законодавства для вирішення одного питання. Головою цих комітетів, як правило, щорічно чергує представника та сенатора, щоб не допустити несправедливості до однієї палати.
Список спільних комітетів
- Спільний комітет з адміністративних правил
- Спільний комітет з безпеки Капітолію
- Спільний комітет з питань жорстокого поводження з дітьми та бездоглядності
- Спільний комітет з питань підготовки та ліквідації наслідків катастроф
- Спільний комітет з питань освіти
- Спільний комітет з питань підзвітності уряду
- Спільний комітет з питань правосуддя
- Спільний комітет з питань законодавчих досліджень (три підкомітети)
- Спільний комітет з питань життєдіяльності
- Спільний комітет з питань публічної допомоги
- Спільний комітет з виходу на пенсію для державних службовців
- Спільний комітет з питань податкової політики
- Спільний комітет з питань нагляду за транспортом

## Обмеження строку
1992 року виборці штату Міссурі схвалили поправку до конституції, що встановлює обмеження строку перебування в Палаті представників Міссурі. Представник може бути обраним на посаду не більше чотирьох дворічних термінів.

## Зарплата
Станом на березень 2008 року члени Палати представників Міссурі отримують річну зарплату в розмірі 35 915,44 доларів.
- Законодавчий орган Міссурі
- Сенат Міссурі
- Уряд Міссурі